# Berberis aemulans
Berberis aemulans är en berberisväxtart som beskrevs av Camillo Karl Schneider. Berberis aemulans ingår i släktet berberisar, och familjen berberisväxter. Inga underarter finns listade i Catalogue of Life.

## Bildgalleri

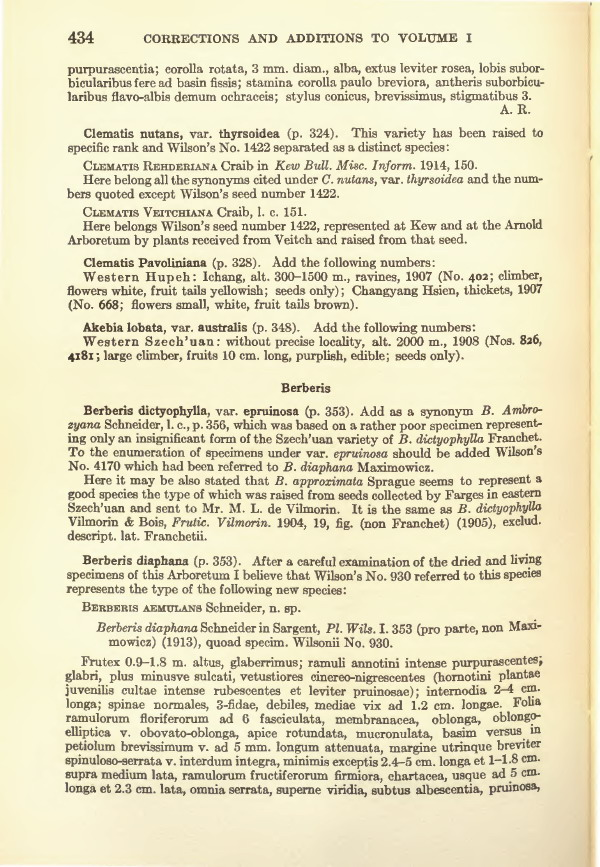